# رينيه هاريس
رينيه هاريس (بالإنجليزية: René Harris)‏ (و. 1947 – 2008 م) هو سياسي من ناورو .